# Ari Valvee
Ari Valvee (Eura, 1 december 1960) is een voormalig profvoetballer uit Finland, die speelde als aanvaller gedurende zijn carrière. Hij beëindigde zijn actieve loopbaan in 1992 bij de Finse club Pallo-Iirot Rauma, dat hij in 2001 korte tijd trainde.

## Interlandcarrière
Valvee kwam in totaal 47 keer uit voor de nationale ploeg van Finland in de periode 1980–1989, en scoorde negen keer in die periode. Hij maakte zijn debuut onder leiding van bondscoach Esko Malm op 30 november 1980 in de vriendschappelijke uitwedstrijd tegen Bolivia (3-0 nederlaag) in La Paz, net als Kari Bergqvist, Juha Annunen, Jukka Ikäläinen, Juha Äijälä, Pasi Jaakonsaari en Olavi Huttunen. Zijn 47ste en laatste interland speelde Valvee op 25 oktober 1989 in de vriendschappelijke uitwedstrijd tegen Trinidad & Tobago, die met 2-0 werd verloren. Valvee viel in dat duel na 53 minuten in voor Jukka Turunen.

## Erelijst
Valkeakosken Haka
- Suomen Cup

1982, 1988
 HJK Helsinki
- Fins landskampioen

1985